# Liste der Bodendenkmäler in Vlotho
Die Liste der Bodendenkmäler in Vlotho enthält die denkmalgeschützten unterirdischen baulichen Anlagen, Reste oberirdischer baulicher Anlagen, Zeugnisse tierischen und pflanzlichen Lebens und paläontologischen Reste auf dem Gebiet der Stadt Vlotho im Kreis Herford in Nordrhein-Westfalen (Stand: September 2020). Diese Bodendenkmäler sind in Teil B der Denkmalliste der Stadt Vlotho eingetragen; Grundlage für die Aufnahme ist das Denkmalschutzgesetz Nordrhein-Westfalen (DSchG NRW).
| Bild             | Bezeichnung      | Lage                      | Beschreibung | Bauzeit | Eingetragen seit | Denkmal- nummer |
| ---------------- | ---------------- | ------------------------- | --- | ------- | ---------------- | --------------- |
| Landesgrenzstein | Landesgrenzstein | Exter Schäferweg 23 Karte | Grenzsteintorso aus Sandstein, versetzt in einer Trockenmauer. Reste der Wappenzeichen von Ravensberg und Minden, 1542 Datierung. | 1542    | 10.12.1987       | B 1             |